# Лукашенко Володимир Володимирович
Лукашенко Володимир Володимирович (14 лютого 1980, с. Липовець Кагарлицького району Київської області) — український фехтувальник, Чемпіон світу з фехтування (шабля, 2003), Заслужений майстер спорту України (2003).

## Навчання
Закінчив Національний університет фізичного виховання і спорту України (Київ, 2003) та Національний університет державної податкової служби України (м. Ірпінь Київської області, 2009)

## Спортивні виступи
Брав участь в Олімпійських іграх 2000 (6-е місце у командних змаганнях) та 2004 років (5-е місце в особистих змаганнях, 6-е місце у командних змаганнях).

### Чемпіонати світу з фехтування
- 2003 р., Ґавана — переможець в особистих змаганнях, бронзовий призер у командних змаганнях;
- 2006 р., Турин (Італія) — срібний призер. Разом із ним виступали Дмитро Бойко, Олег Штурбабін і Владиславом Третьяк.

### Чемпіонати Європи з фехтування
- 2000 р., Фуншал (Португалія) — бронзовий призер в командних змаганнях;
- 2002 р., Москва — бронзовий призер в особистих змаганнях;
- 2004 р., Копенгаґен — бронзовий призер в командних змаганнях;
- 2006 р., Ізмір (Туреччина) — срібний призер в особистих змаганнях;

### Всесвітня універсіада
Чемпіон в особистих змаганнях (м. Дауджу, Корея, 2003), срібний призер у командних змаганнях (Дауджу, 2003; Ізмір, 2005)

### Кубки світу
Переможець етапу Кубка світу (м. Пловдив, Болгарія, 2003). Володар Кубка світу (2004).
Багаторазовий чемпіон України.

## Нагороди
- Орден «За заслуги» 3-го ступеня (2003).

## Тренер
В 2009 році почав тренував чоловічу і жіночу національні збірні команди Японії.
З 2012 р. мешкає у Нью-Йорку, де на запрошення американської федерації з фехтування, займається тренерською діяльністю.
В США також проживає його дружина та двоє дітей.